# Mansión de Zemīte
La Mansión de Zemīte (en letón: Zemītes muižas pils) es una casa señorial en la parroquia de Zemīte, municipio de Tukums en la región de Curlandia de Letonia. Dañada por el fuego tanto en 1905 como en 1931, la estructura fue reparada ambas veces. Actualmente alberga la escuela primaria de Zemīte.

## Historia
La Mansión de Zemīte (o Mansión de Caballero) es conocida desde 1437 como una finca de Štekmest y más tarde de von Butlar. La familia Butlar poseyó la finca hasta 1673, después de lo cual los propietarios fueron los von Lebel, von Mirbach, von Plettenberg y von Berrie. Entre 1790 y 1920 la mansión perteneció a la familia von Firks. La mansión fue construida en la era Biedermeier de espectaculares formas de construcción en torno a 1850. Al mismo tiempo también fue creado un parque alrededor. Posteriormente en el siglo XIX, una torre en estilo Neorrenacentista, cuya única función era la de afirmar la posesión del edificio, fue construida adicionalmente. La Mansión fue incendiada en 1905 y poco después restaurada. De nuevo fue incendiada en 1931 y una vez más fue restaurada. Como consecuencia, la decoración interior original del edificio no ha sobrevivido.
En 1937, el antiguo granero de la mansión estaba en la Casa del Guardia. En 1943 varias edificios dependiente fueron incendiados. En 1945 la Mansión de Zemīte fundó un Punto de Alquiler de Coches y Caballos, y el comité ejecutivo del Consejo de Diputados de los Trabajadores de la Parroquia de Zemīte estableció ahí su cuartel. En la antigua Casa del Guardia fue estblecida la Estación de Maquinaria y Tractores. En 1951 la estación fue liquidada y entragada a Kandava RTU, y en 1962 fue establecida una nueva compañía sobre la base de esta, la Tukuma Lauktehnikas. Durante la era soviética, el palacio albergó una cafetería y apartamentos. La idea en esa tiempo era la de construir un museo en la torre del castillo.

## Era moderna
La antigua mansión ahora es una propiedad municipal. En 2000, el Consejo Regional de Kandava invirtió en su reconstrucción y desde entonces se halla en el palacio la Escuela Elemental de Zemīte. 

## Leyendas locales
Se dice que a medianoche en la Mansión de Zemīte uno puede encontrarse la Dama Azul. En el Parque de la Mansión se halla el rostro del Guardia del Parque tallado en el tronco del tilo y en la silla del amante también.